# Neuralink

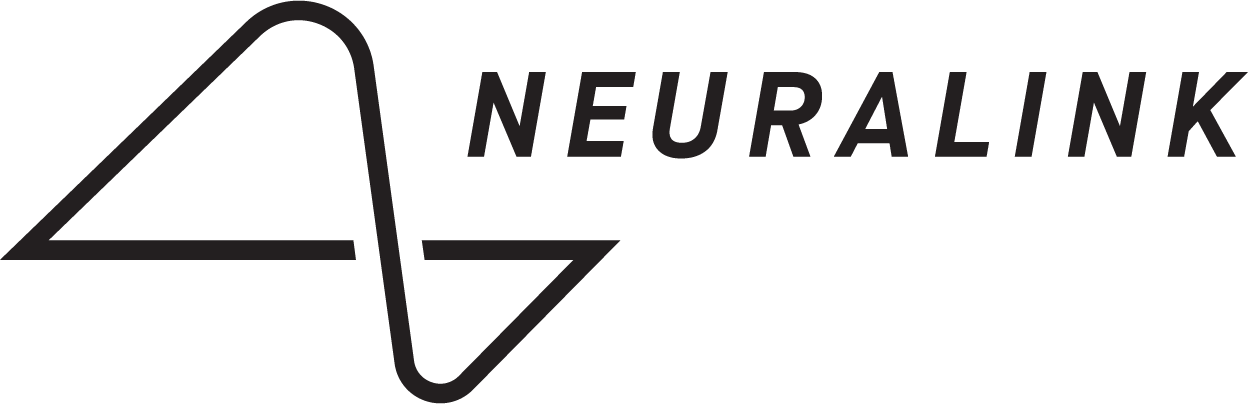
Logotypen för Neuralink.

Neuralink är ett amerikanskt företag som utvecklar implanterbara  människa-dator-gränssnitt (human-computer interfaces) som en "neural lace". Företaget grundades år 2016 av Elon Musk och redovisades offentligt mars 2017.
Neuralink Corp. registrerades i den amerikanska delstaten Delaware, som är vanligt för många företag, men verkar i Kalifornien. Neuralink är registrerad i Kalifornien som ett medicinskt forskningsbolag. Målet för bolaget, enligt VD Elon Musk, är att förstärka människor så att de kan fortsätta att vara ekonomiskt användbara när de tävlar med maskiner.
Liknande teknik bedrivs av Bryan Johnsons företag Kernel, Facebook, NeuroSky, Netflix, Thync, Neuroverse, Emotiv, och DARPA.[källa behövs]